# Dugongidae
Dugongidae é uma família de mamíferos da ordem Sirenia. Apenas duas espécies sobreviveram ao Holoceno recente, Dugong dugon e Hydrodamalis gigas, sendo a última extinta pela ação humana em 1768.

## Classificação
A família está subdividida em duas subfamílias recentes, Dugonginae Gray, 1821 e Hydrodamalinae Palmer, 1895. Uma terceira subfamília extinta, Halitheriinae Carus, 1868, era reconhecida, mas estudos demonstraram que se tratava de um agrupamento parafilético.
- Subfamília Dugonginae
  - Gênero †Crenatosiren Domning, 1991
  - Gênero Dugong Lacépède, 1799
  - Gênero †Dioplotherium Cope, 1883
  - Gênero †Xenosiren Domning, 1989
  - Gênero †Corystosiren Domning, 1990
  - Gênero †Rytiodus Lartet, 1866
  - Gênero †Bharatisiren Bajpai, Singh & Singh 1987
  - Gênero †Nanosiren Domning in Domning & Aguilera, 2008
  - Gênero †Domningia Thewissen & Bajpai, 2009
  - Gênero †Kutchisiren Bajpai et al., 2010
- Subfamília Hydrodamalinae
  - Gênero †Dusisiren Domning, 1978
  - Gênero †Hydrodamalis Retzius, 1794
- Subfamília "Halitherinae" [parafilética]
  - Gênero †Eotheroides Palmer, 1899
  - Gênero †Prototherium de Zigno, 1887
  - Gênero †Eosiren Andrews, 1902
  - Gênero †Halitherium Kaup, 1838
  - Gênero †Caribosiren Reinhart, 1959
  - Gênero †Metaxytherium de Christol, 1840